# Sennecey-le-Grand
Sennecey-le-Grand is een gemeente in het Franse departement Saône-et-Loire (regio Bourgogne-Franche-Comté). De plaats maakt deel uit van het arrondissement Chalon-sur-Saône. Sennecey-le-Grand telde op 1 januari 2022 2.911 inwoners.

## Geografie
De oppervlakte van Sennecey-le-Grand bedroeg op 1 januari 2022 26,76 vierkante kilometer; de bevolkingsdichtheid was toen 108,8 inwoners per km².

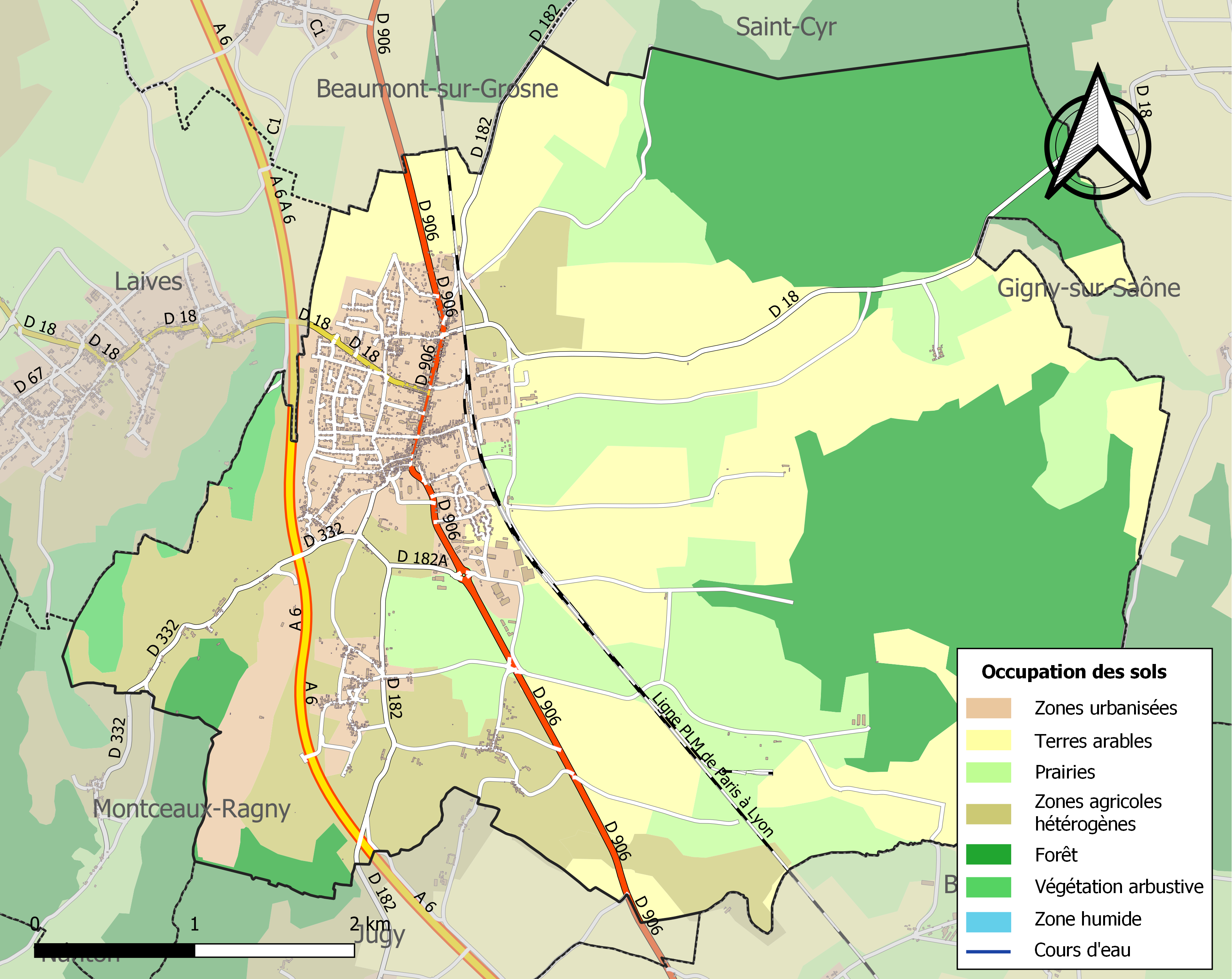
Kaart van de gemeente met de belangrijkste infrastructuur, bodemgebruik en omliggende gemeenten

## Demografie
Onderstaande figuur toont het verloop van het inwonertal (bron: INSEE-tellingen).